# Komisja Gastona Thorna
Komisja Gastona Thorna – Komisja Europejska, która swoją działalność rozpoczęła 6 stycznia 1981, a zakończyła 5 stycznia 1985. Przewodniczącym Komisji był Gaston Thorn, a wiceprzewodniczącymi Christopher Tugendhat i François-Xavier Ortoli.
Komisja składała się z Przewodniczącego i 14 komisarzy. Dwóch przedstawicieli mieli Francja, Niemcy, Wielka Brytania, Włochy i Irlandia, a po jednym Dania, Belgia, Luksemburg, Holandia i Grecja.

## Skład Komisji
| Komisja | Komisarz                      |
| --- | ----------------------------- |
| Przewodniczący | Gaston Thorn                  |
| Europejski Komisarz ds. Stosunków Międzyinstytucjonalnych i Administracji, Europejski Komisarz ds. Konkurencji | Frans Andriessen              |
| Europejski Komisarz ds. Zatrudnienia, Spraw Społecznych i Wyrównywania Szans | Ivor Richard                  |
| Europejski Komisarza ds. Administracji, Audytu i Zwalczania Nadużyć Finansowych | Michael O’Kennedy (do 1982)   |
| Europejski Komisarz ds. Transportu | Jorgos Kontojeorjis           |
| Europejski Komisarz ds. Rynku Wewnętrznego i Usług, Europejski Komisarz ds. Przemysłu i Przedsiębiorczości, Europejski Komisarz ds. Unii Celnej, Europejski Komisarz ds. Rozszerzenia i Polityki Sąsiedztwa, Europejski Komisarz ds. Polityki Konsumenckiej | Karl-Heinz Narjes             |
| Europejski Komisarz ds. Rolnictwa i Rozwoju Wsi, Europejski Komisarz ds. Gospodarki Morskiej i Rybołówstwa | Finn Olav Gundelach (do 1981) |
| Europejski Komisarz ds. Rozwoju i Pomocy Humanitarnej | Claude Cheysson (do 1981)     |
| Europejski Komisarz ds. Polityki Regionalnej | Antonio Giolitti              |
| Europejski Komisarz ds. Ekonomicznych i Monetarnych | François-Xavier Ortoli        |
| Europejski Komisarz ds. Polityki Śródziemnomorskiej, Europejski Komisarz ds. Rozszerzenia i Polityki Sąsiedztwa, Europejski Komisarz ds. Instytucjonalnych i Strategii Komunikacji Społecznej                                                               | Lorenzo Natali                |
| Europejski Komisarz ds. Energii, Europejski Komisarza ds. Przemysłu i Przedsiębiorczości | Étienne Davignon              |
| Europejski Komisarz ds. Budżetu i Programowania Finansowego, Europejski Komisarz ds. Podatków i Unii Celnej, Audytu i Zwalczania Nadużyć | Christopher Tugendhat         |
| Europejski Komisarz ds. Stosunków Zewnętrznych i Europejskiej Polityki Sąsiedztwa | Wilhelm Haferkamp             |

## Zmiany
- 1981 – Poul Dalsager , Edgard Pisani
- 1982 – Richard Burke